# The Man Who Stepped into Yesterday
The Man Who Stepped Into Yesterday fue el trabajo de fin de curso de Trey Anastasio, guitarrista y cantante de la banda de rock estadounidense Phish, compuesto mientras asistía a Goddard College en 1987. La historia es un ensayo y está compuesto por una colección de canciones interpretadas por Phish y cuenta una leyenda en la tierra ficticia de Gamehendge. La historia es contada en nueve partes con narración intercalada. Se podría compara con  The Chronicles of Narnia, The Celebration of the Lizard de The Doors o 2112 de Rush. Phish hizo circular una grabación de la suite entre 1987 y 1988, convirtiéndose en una pieza de coleccionista. El protagonista de la historia es Colonel Forbin. Otros personajes son Tela y Wilson. Varias de las secciones narrativas están acompañadas por música de fondo de las canciones de Phish "Esther" y "McGrupp and the Watchful Hosemasters". La canción final del álbum, "Possum", es la única canción sobre Gamehendge no compuesta por Anastasio (compuesta por el guitarrista priginal de Phish, Jeff Holdsworth).

## Lista de canciones
Todas las canciones compuestas por Trey Anastasio, excepto donde se indique lo contrario. 
1. "Introduction (Wilson Prelude)" - 3:56
2. "The Man Who Stepped Into Yesterday" - 1:45
3. "The Lizards" - 5:50
4. "Tela" - 6:16
5. "Traveling Narrative" - 3:26
6. "Wilson" - 0:31
7. "AC/DC Bag" - 3:09
8. "Betrayal Narrative" - 3:18
9. "Colonel Forbin's Ascent" - 4:36
10. "Fly Famous Mockingbird" - 7:37
11. "Errand Wolfe's Narrative" - 1:53
12. "The Sloth" - 2:16
13. "Forbin in the Dungeon Narrative" - 1:13
14. "Possum" (Jeff Holdsworth) - 4:29

## Personal
Phish
Trey Anastasio - guitarra, voz, compositor
Page McConnell - teclados, voz
Mike Gordon - bajo, voz
Jon Fishman - batería, voz